# 耀德政治犯收容所
39°40′26.99″N 126°51′5.06″E / 39.6741639°N 126.8514056°E
耀德政治犯收容所（朝鲜语：／ Yodŏk Jŏngchibŏm Suyongso */?）是北韓境內的政治犯集中營之一，位於咸鏡南道耀德郡。该集中营正式名稱為「15號管理所」，归国家安全保卫部管理，关押的是“人民公敌”。金日成在八月宗派事件清洗了其政敵後開始著手建立集中營制度。1958年，北韓政府在耀德郡設立流放地。一年後，耀德政治犯收容所成立。该集中营面积达551.6平方公里，占耀德郡总面积约四成。

## 分區
耀德政治犯收容所位於河谷中，四面被海拔超過一千米的山脈環繞，唯一入口位於其西南部，高3-4米的通電鐵絲網圍在集中營四周，每隔約800米有25英尺高的瞭望塔，由1,000名配備自動步槍和警犬的警衛巡邏。大多數囚犯在未經審判或經過不公平審判的情況下，根據通過酷刑獲得的供詞被送到耀德，包括小孩和老人在內的家庭成員和近親經常被連坐監禁。
耀德政治犯收容所被分為有釋放機會的“革命化区域”（韓語：혁명화구역）和終身監禁的“完全統制区域”（韓語：완전통제구역）。犯有輕微政治罪行的人和較嚴重的政治犯的家屬都在其中服刑，通常，重罪犯本人要么被槍決，要么被送往完全統制区域，而他的家人則被送往革命化区域。在1990年代，完全統制区域估計有30,000名囚犯，而革命化区域約有16,500名囚犯。革命化区域旨在懲罰不太嚴重的政治罪行的人，例如非法出境、收聽韓國廣播或批評政府政策。這些囚犯最終在服完刑期後獲釋。而目前對完全統制区域的研究極少，因為只有三個人成功離開了那兒並最終逃離北韓，完全統制区域的條件要困難得多，且幾乎沒有釋放機會，囚犯不被視為北韓公民，甚至已經「腐爛到」不需要進行「再教育」。

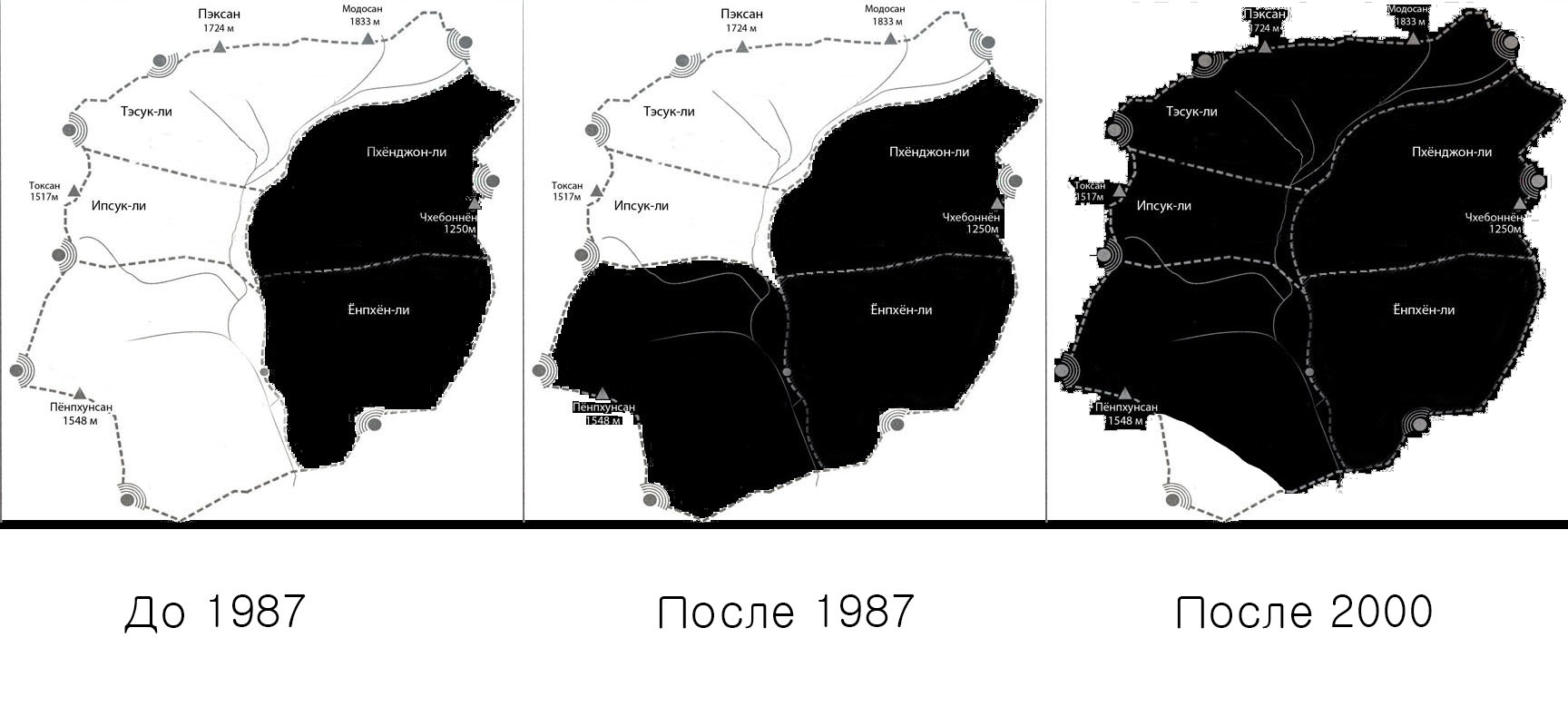
耀德政治犯收容所的結構，黑色為完全統制区域

## 侵犯人權

### 生活條件
在“革命化区域”，囚犯可以與家人住在一起，但很多囚犯不得不與三四十名囚犯共用大約50平方米的房間和一張鋪著毯子的木板床，即使在溫度低於零下20度的冬季，大多數小屋也沒有供暖。新囚犯收到的衣服是前輩死前一直穿的破衣服，所有囚犯都被一層厚厚的污垢覆蓋，因為他們過度勞累，幾乎沒有機會洗澡或洗衣服。每200名囚犯只有一個公共廁所。
囚犯每餐只能吃到由200克玉米煮成的粥，如果沒有完成勞動任務的話食物還會遭到扣減，由於長期營養不良，囚犯經常因飢餓而死亡，以至於囚犯們採取一切方法來獲取食物，老鼠是主要的肉類來源，有時囚犯也捕捉蛇，甚至吃從動物糞便中揀出的玉米粒，1999年至2001年期間估計有40%的囚犯死於營養不良，集中營的囚犯還患有肺炎、肺結核、糙皮病等疾病，沒有得到治療。
集中營守衛讓囚犯互相監視和報告，並指定特定的人作為工頭來控制一群囚犯。如果一個人不夠努力，整個團隊都會受到懲罰。營地定期舉行“批評與自我批評會”，看守把囚犯召集起來，之後他們中的一些人不得不出來進行自我批評。如果在看守看來囚犯的表現令人滿意，那麼他就可以進入下一階段——批評另一名囚犯。如果被批評者不承認自己有罪，另一名囚犯加入批評，然後是第三名，依此類推。

### 奴隸勞動
集中營中有採石場、金礦、紡織廠、釀酒廠、銅匠車間、農田和伐木場，集中營中的男人、女人和兒童在這裡被迫進行奴隸勞動。集中營的礦井經常發生事故，所以囚犯不惜一切代價避免被送往那裏。夏季從凌晨4點幹活到7點吃早餐，然後從早上8點幹活到下午12點，午餐後從下午1點工作到晚上8點，其他季節的工作則從早上5點30分開始。晚飯後，囚犯被要求參加晚上9點至11點的思想改造和鬥爭會，如果囚犯不能記住金日成的教義，他們就不能睡覺，或者口糧會遭到扣減。
被關押於革命化区域的兒童只能獲得小學教育，大多數小學生在早上上學，主題是金日成和金正日的革命史，下午他們進行艱苦的勞動，工作量和強度都很高，沒有達到當天配額就會被用棍子毆打。小學生每天要搬運重木超過4公里，其他兒童的工作包括在山區採集20公斤植物或耕種130-200平方米的田地。年長的孩子必須整天工作，他們從16歲開始被分配了與成年人相同的工作配額。

### 酷刑和處決
囚犯如果沒有完成工作配額就會遭到毆打，看守對女囚犯進行性虐待是家常便飯，孕婦通常被強制墮胎。勞改營中還有關押“麻煩份子”的牢房，每個房間長寬高各約1.22公尺，讓人不能站立與平躺，還有水刑、睡眠剝奪、竹籤插入指甲縫等酷刑。折磨死囚犯的一種常見方式是給他們分配不可能完成的工作量，當工作沒有完成時扣減口糧作為懲罰，最終繁重的工作和更少的食物導致他們餓死。而企圖逃跑的囚犯除非已經被當場槍殺，否則通常會在公共場合被處決，16歲以上的囚犯必須觀看公開處決，囚犯在被處決前被剝奪食物，並受到酷刑。

## 釋放和轉移
釋放囚犯通常在節假日進行，囚犯們聚集在一起聽上級講話，然後唱《金日成將軍之歌》，之後上級宣讀被釋放出營地的家庭名單，官方的釋放原因是金日成或金正日在這些囚犯受到了“足夠程度的再教育”後作出的“仁慈決定”。釋放的囚犯被要求在起誓書上簽字按手印，發誓如果洩露耀德的秘密則將面臨處決。根據衛星圖像顯示，2014年後耀德政治犯收容所的房屋開始慢慢進入明顯的廢棄狀態，2016年6月後房屋狀況開始大量惡化或被夷為平地，北緯38度的附屬機構朝鮮經濟觀察認為，囚犯可能被轉移到南邊的水洞郡的礦區。

## 反應和紀念
國際特赦組織總結了耀德集中營的人權狀況：“集中營里不论男女兒童都面臨着強迫勞動、食物不足、毆打、醫療保健条件不佳和生活条件不衛生等问题。許多人在獄中生病，還有大量在羈押期間或獲釋後不久死亡。”該組織要求立即關閉耀德政治犯收容所和朝鮮所有其他政治犯集中營。2001年，脫北者姜哲煥寫了一本自傳《平壤水族館》，描述了他在耀德政治犯收容所的童年。
2006年，脫北者鄭成山導演了音樂劇《耀德故事》，金泳三、朴槿惠等政要出席了首映式。